# Polsat
Polsat é um canal de televisão polonês que faz parte da Cyfrowy Polsat. Foi criada em 5 de dezembro de 1992 às 16h30 (CET).

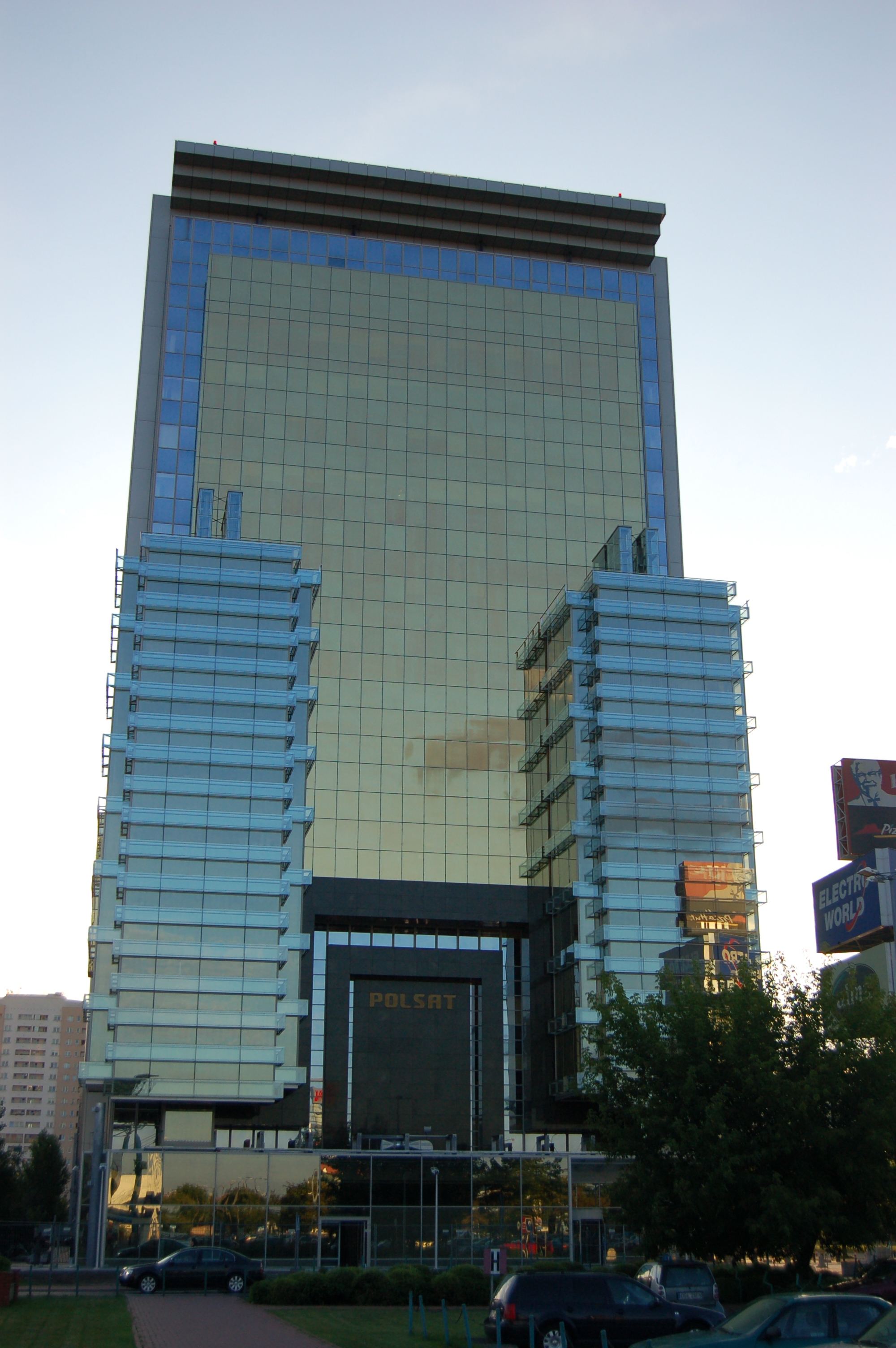
Sede da Polsat em Varsóvia.

## Canais
- Polsat X
- Polsat / Polsat HD;
- Polsat 2 / Polsat 2 HD
- Super Polsat / Super Polsat HD
- TV4 / TV4 HD
- TV6 / TV6 HD
- Polsat Sport / Polsat Sport HD
- Polsat Sport Extra / Polsat Sport Extra HD
- Polsat Sport News / Polsat Sport News HD
- Polsat Sport Fight / Polsat Sport Fight HD
- Polsat Sport Premium 1 / Polsat Sport Premium 1 Super HD
- Polsat Sport Premium 2 / Polsat Sport Premium 2 Super HD
- Polsat Sport Premium 3 PPV
- Polsat Sport Premium 4 PPV
- Polsat Sport Premium 5 PPV
- Polsat Sport Premium 6 PPV
- Eska TV / Eska TV HD
- Eska TV Extra / Eska TV Extra HD
- Eska Rock TV
- Polo TV / Polo TV HD
- VOX Music TV
- Polsat Film / Polsat Film HD
- Polsat News / Polsat News HD
- Polsat News 2
- Wydarzenia 24 / Wydarzenia 24 HD
- Polsat Cafe / Polsat Cafe HD
- Polsat Play / Polsat Play HD
- Polsat Film 2
- Polsat Seriale
- Polsat Reality
- Polsat Doku / Polsat Doku HD
- Polsat 1
- Polsat Music / Polsat Music HD
- Disco Polo Music
- 4Fun TV
- 4Fun Dance
- 4Fun Kids
- Polsat JimJam
- CRIME+INVESTIGATION Polsat / CRIME+INVESTIGATION Polsat HD
- Polsat Viasat Nature / Polsat Viasat Nature HD
- Polsat Viasat History / Polsat Viasat History HD
- Polsat Viasat Explore / Polsat Viasat Explore HD

## Logotipos

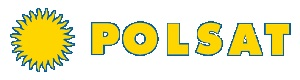
1994-2003
2006-2021
Atual, utilizado desde 2021